# Königliche Allgemeine Sportvereinigung Eupen
Königliche Allgemeine Sportvereinigung Eupen (conhecido apenas por Eupen) é um clube de futebol belga sediado na cidade de Eupen. A equipe disputa atualmente a primeira divisão belga.

## Elenco atual

Escudo anterior